# هربرت هیرشه
هربرت هیرشه (به آلمانی: Herbert Hirche)؛ (زادهٔ ۲۰ مهٔ ۱۹۱۰ میلادی – درگذشتهٔ ۲۸ ژانویهٔ ۲۰۰۲ میلادی) یک معمار، طراح محصول، مبلمان و مدرس اهل آلمان بود.

## زندگی‌نامه
هربرت هیرشه از سال ۱۹۳۰ تا ۱۹۳۳ میلادی در باوهاوس در دسائو و برلین تحصیل کرد. واسیلی کاندینسکی و لودویگ میس فن در روهه از جمله استادهای او بودند. از سال ۱۹۳۴ تا ۱۹۳۸ میلادی او در دفتر میس فن در روهه در برلین کار می‌کرد تا اینکه رئیسش به ایالات متحدهٔ آمریکا مهاجرت کرد. از سال ۱۹۳۹ تا ۱۹۴۵ میلادی هیرشه برای ایگون ایرمان و پس از سال ۱۹۴۵ میلادی برای هانس شارون کار کرد. در سال ۱۹۴۸ میلادی او به عنوان استاد هنرهای کاربردی در آکادمی هنر برلین-وایسنزی منصوب شد، که به تازگی در سال ۱۹۴۶ میلادی تأسیس شده بود. در منطقهٔ تحت اشغال شورویِ برلین بود. هیرشه به آلمان غربی نقل مکان کرد و از سال ۱۹۵۲ تا ۱۹۷۵ میلادی در آکادمی دولتی هنرهای زیبای اشتوتگارت به عنوان استاد طراحی داخلی و ساخت مبلمان مشغول به کار شد.
هنگامی که شرکت براون تمایل به طراحی بیشتر را آغاز کرد، آن‌ها هانس گوگلوت و هربرت هیرشه را استخدام کردند، این خط طراحی جدید بعدها توسط دیتر رامس ادامه یافت. کابینت‌های موسیقی تولیدی براون، طراحی شده توسط هربرت هیرشه در اواخر دههٔ ۱۹۵۰ میلادی در هر ویلای مدرن در اروپای مرکزی یافت می‌شد، بسیاری از معماران این دستگاه‌ها را برای تجهیز ساختمان‌های خود توصیه می‌کردند.
آثار هیرشه در نمایشگاه‌ها و نمایشگاه‌های ملی و بین‌المللی نیز به نمایش درآمد. این‌ها شامل سه‌ساله میلان در سال ۱۹۵۷ میلادی و اکسپو ۵۸، نمایشگاه جهانی بروکسل در سال ۱۹۵۸ میلادی است. در سال ۱۹۶۴ میلادی، نمونه‌هایی از آثار او در دوکومنتا ۳ در کاسل در طراحی صنعتی به نمایش درآمد.
او در سال ۲۰۰۲ میلادی در ۹۱ سالگی در هایدلبرگ درگذشت.